# Qualcosa di biondo
Qualcosa di biondo è un film del 1984 diretto da Maurizio Ponzi.
Il film all'estero è noto con il titolo Aurora.

## Trama
Aurora è una ragazza madre che fa la tassista. Il figlio Ciro è non vedente, e la donna è alla disperata ricerca di un padre per il piccolo e di sicurezza economica e sociale per sé stessa. Il suo primo obiettivo è quello di far operare il figlio per ridargli la vista.
Inizia così un viaggio in compagnia del figlio, col suo taxi e una roulotte a rimorchio, partendo dalle indicazioni trovate nel vecchio registro di un albergo in cui faceva la cameriera. Nel registro Aurora trova traccia di un suo vecchio amore passeggero: David Ackermann, un soldato statunitense allora di stanza alla base NATO di Napoli. Si reca alla base, dove però la burocrazia le impedisce di rintracciare l'americano.
Il primo della lista ad essere ritrovato è il dentista Andrè Feretti, che Aurora incontra nel bel mezzo del matrimonio della figlia dell'uomo, causando situazioni imbarazzanti con la moglie di quest'ultimo e facendosi anticipare un assegno e un quadro (una Veduta d'Arno che si dice del Bellotto).
Il secondo ad essere cercato è il conte Umberto Orcini, ma al suo posto la donna trova il figlio Michele. Questi compra il quadro di Aurora, che in seguito si rivela un falso, rifilandolo poi ad un amico.
Infine Aurora riesce a ritrovare David in Valle d'Aosta, dove ora è elicotterista civile e stringe con Ciro un rapporto di amicizia. Con l'ulteriore denaro ricevuto, Aurora può finalmente recarsi in una clinica svizzera, dove Ciro recupera la vista e può vedere il volto della madre e scoprire il cielo stellato. Nel finale si vede tornare l'elicottero: forse Aurora ha trovato il padre giusto per suo figlio.